# صوفيا إستر
صوفيا إستر هي كاتِبة برتغالية، ولدت في 1978.